# Машкино (Малоярославецкий район)
Машкино — деревня в Малоярославецком муниципальном районе Калужской области. Входит в сельское поселение «Деревня Рябцево».
Машко — уменьшительное имя-прозвище, от Макарий, Матвей или Мануил.

## География
Расположена на берегу реки Стрельня, рядом Яблоновка, дорога 29Н-277 ("Окружная дорога города Калуги — Детчино — Малоярославец" — Машкино — Станки — А-101 "Москва — Малоярославец —Рославль" ).

## История
В 1782 году — деревня Машкино с пустошами Малоярославецкого уезда по обе стороны речки Алешинки и Машкинского оврага, левой стороне речки Яблоновки.  Во владении Коллегии экономии, ранее Троице Сергиевого монастыря. 
В состав Рябцевского сельсовета вошли следующие населённые пункты: Рябцево, Песочня , Придача, Косилово, Бутырки, Нероновка, Машкино, Яблоновка, Вараксино, Станки, Митюринка.

## Население
| 2002 | 2010 |
| ---- | ---- |
| 20   | ↗26  |